# Hendra Setiawan
Hendra Setiawan (Pemalang, 25 de agosto de 1984) é um jogador de badminton indonésio, campeão olímpico, especialista em duplas.

## Carreira
Hendra Setiawan representou seu país nos Jogos Olímpicos de Verão de 2008, conquistando a medalha de ouro, nas duplas em 2008, com a parceria de Markis Kido.